# Троицкое (Сорочинский район)
Троицкое — село в Сорочинском городском округе Оренбургской области России.

## География
Село находится в западной части Оренбургской области, в пределах возвышенности Общий Сырт, в степной зоне, на правом берегу реки Сорочки, вблизи места впадения в неё реки Сухушки, на расстоянии примерно 15 километров (по прямой) к юго-западу от города Сорочинска, административного центра района. Абсолютная высота — 120 метров над уровнем моря.
Часовой пояс
Село Троицкое, как и вся Оренбургская область, находится в часовой зоне МСК+2. Смещение применяемого времени относительно UTC составляет +5:00.

## Палеонтология
Из местонахождений села Троицкое известны окаменелости темноспондильных амфибий, обитавших в раннем триасовом периоде. В нижнеоленёкском подъярусе обнаружены образцы бентозуха (Benthosuchus), в более древнем верхнеиндском подъярусе найден образец Syrtosuchus morkovini.

## История
До 1 июня 2015 года входило в состав ныне упразднённого Фёдоровского сельсовета.

## Население
| 2010 |
| ---- |
| 480  |

Половой состав
По данным Всероссийской переписи населения 2010 года в половой структуре населения мужчины составляли 46,5 %, женщины — соответственно 53,5 %.
Национальный состав
Согласно результатам переписи 2002 года, в национальной структуре населения русские составляли 85 % из 573 чел.